# Sui generis
Sui generis, eller av sitt eget slag, är ett latinskt uttryck med den bokstavliga betydelsen av eget kön eller unik i dess karaktär. Uttrycket skapades av skolastisk filosofi för att benämna en idé, en entitet eller en verklighet som inte kan inkluderas i ett större koncept eller för en art som har sitt eget genus.
Ur lagsynpunkt är det en term använd för att identifiera en lagklassifikation som existerar självständigt från andra kategorier på grund av sin unicitet eller för att den är en specifik skapelse av rättigheter eller skyldigheter. Inom immaterialrätten finns flera speciella ensamrättigheter som är sui generis, till exempel för skrovformer, databaser och växtarter.
Det har hävdats att ursprungsfolkens rätt enligt den av Sverige inte ratificerade ILO-konventionen nr 169 från 1989 är en rätt av säreget slag, en rätt sui generis. Sui generis-tanken har åberopats i mål i Sverige om samernas rätt till land och vatten. Högsta domstolen tog i ett beslut 1981 avstånd från att tillämpa sui generis i ett sådant mål.
Innan Försäkringskassan bildades som svensk statlig myndighet, fanns det en försäkringskassa i varje län. Dessa var myndigheter enligt olika lagar om sociala försäkringar, men formellt varken statliga eller kommunala myndigheter. Deras myndighetsform beskrevs ibland som en myndighet sui generis.
Europeiska unionen beskrivs ibland som en sui generis-entitet bland internationella organisationer, bland annat på grund av att dess rättsordning – unionsrätten – har direkt effekt och företräde framför nationell rätt i alla medlemsstater, även i de som har ett dualistiskt rättssystem.